# 奧普里什基 (格洛比諾區)
49°21′49″N 33°8′57″E / 49.36361°N 33.14917°E
奧普里什基（烏克蘭語：Опришки），是烏克蘭中部的村莊，隸屬波爾塔瓦州的克雷門丘克區。該村處於蘇希卡加姆利克河畔，距離比塔科韋奧澤羅1公里，面積4.47平方公里，海拔高度93米，2001年人口804。